# Nadgaon Tarf Birwadi
Nadgaon Tarf Birwadi es una ciudad censal situada en el distrito de Raigad en el estado de Maharashtra (India). Su población es de 4871 habitantes (2011). Se encuentra  a 132 km de Bombay y a 71 km de Pune.

## Demografía
Según el censo de 2011 la población de Nadgaon Tarf Birwadi era de 4871 habitantes, de los cuales 2527 eran hombres y 2344 eran mujeres. Nadgaon Tarf Birwadi tiene una tasa media de alfabetización del 89,99%, superior a la media estatal del 82,34%: la alfabetización masculina es del 93,88%, y la alfabetización femenina del 85,79%.